# Euphorbia amygdaloides
L'euforbia delle faggete (Euphorbia amygdaloides L., 1753) è una pianta suffruticosa, appartenente alla famiglia delle Euforbiacee.

## Etimologia
L'epiteto specifico (amygdaloides) fa riferimento alle foglie simili a quelle della mandorla, mentre il nome comune (delle Faggete) si riferisce al fatto che facilmente l'habitat di queste piante sono i boschi di faggio.
In tedesco questa pianta si chiama : Mendelblättrige Wolfsmilch; in francese si chiama : Euphorbe à feuilles d'amandier; in inglese si chiama : Wood Spurge.

## Descrizione

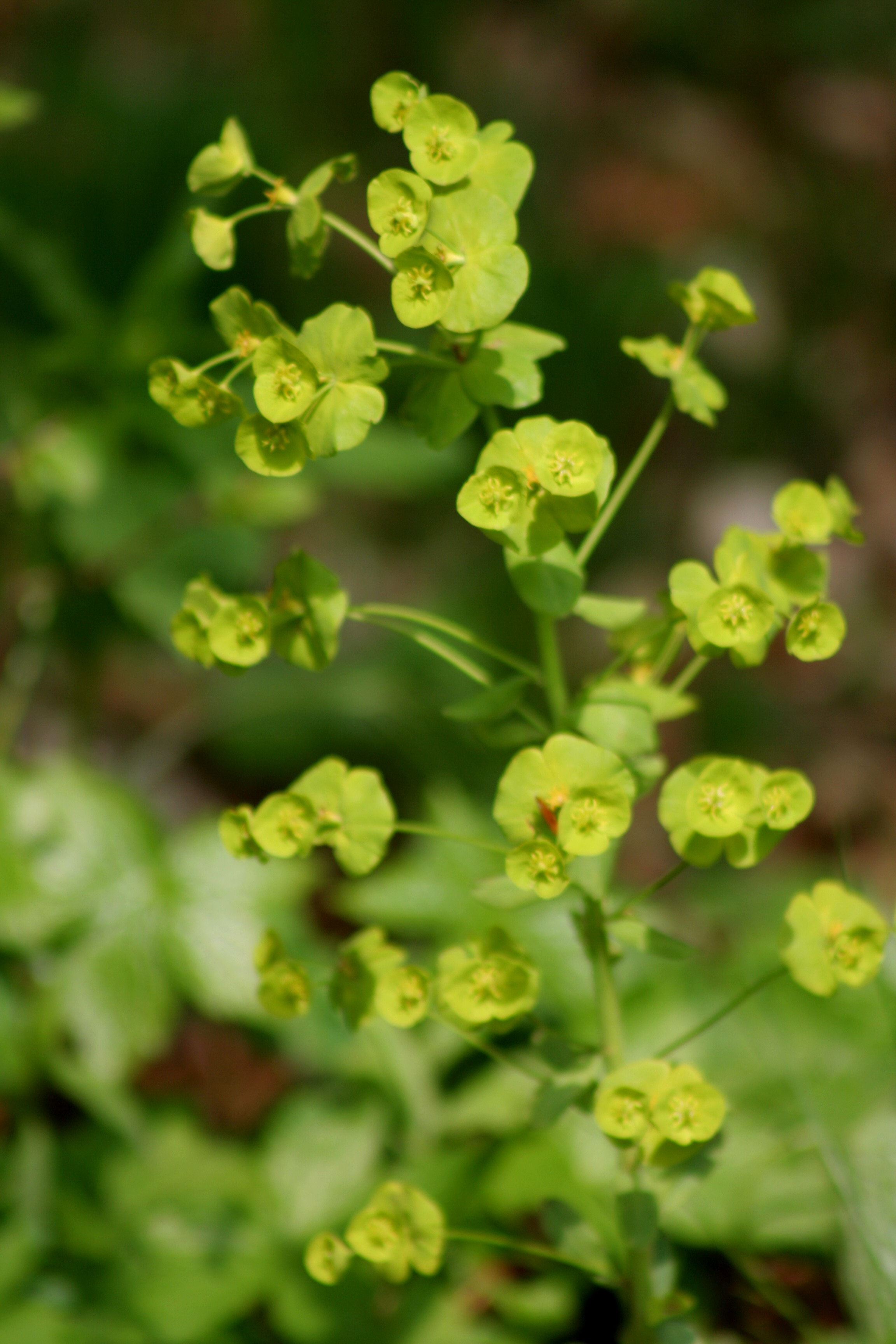
Esempio di portamento di Euphorbia amygdaloides

Il portamento di questa specie è basso e quasi prostrato. Il ciclo biologico e biennale (o anche perenne). Se spezzate queste piante secernono un lattice bianco irritante e velenoso. La forma biologica è camefita suffruticosa (Ch suffr), ossia sono piante perenni e legnose alla base, con gemme svernanti poste ad un'altezza dal suolo tra i 30 ed i 70 cm (altezza media della pianta) dove le porzioni erbacee seccano annualmente e rimangono in vita soltanto le parti legnose.

### Radici
Le radici (di tipo stolonifero) si propagano sotterraneamente per dar luogo, nell'anno seguente, a nuovi impianti.

### Fusto
Il fusto è eretto e densamente pubescente. La parte inferiore e ramosa e di colore rossiccio. La pianta si presenta sia con fusti fertili (diventano fioriferi il secondo anno) che sterili.

### Foglie

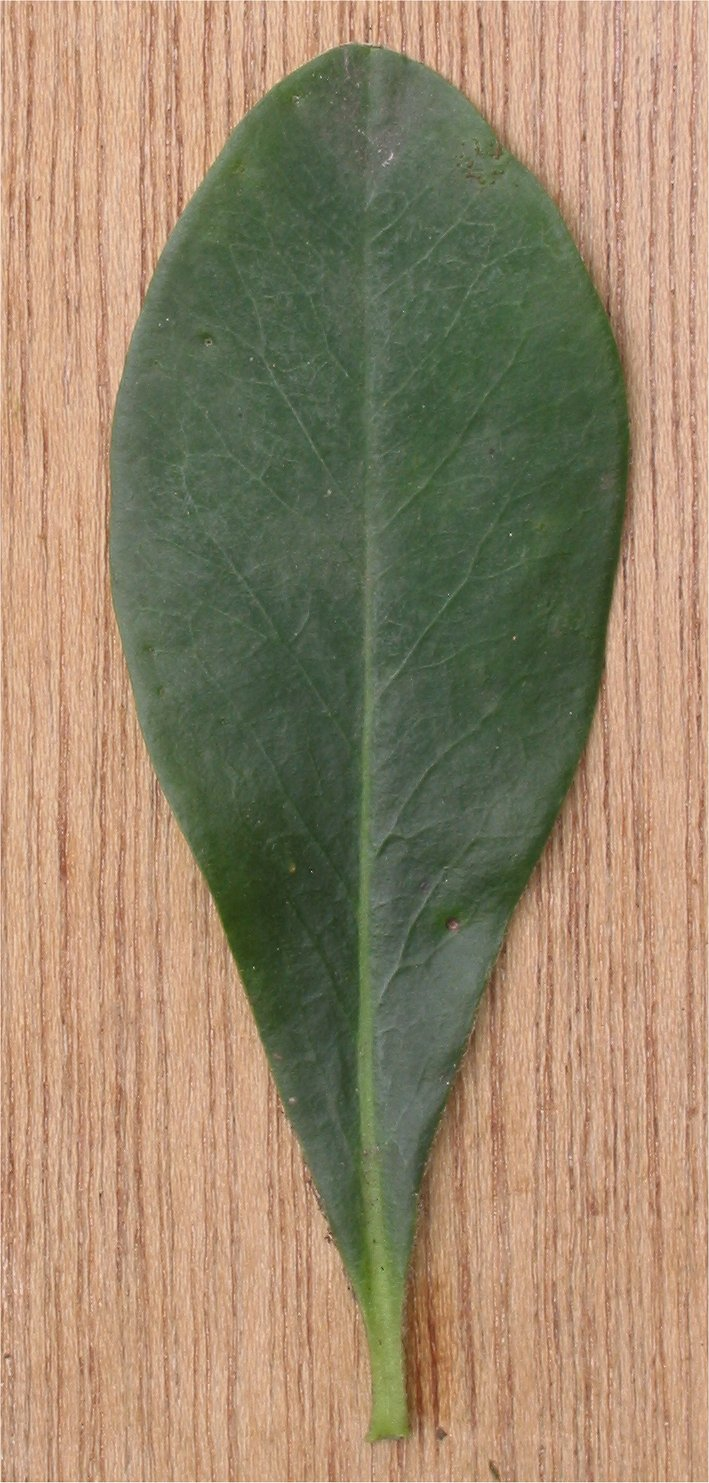
La foglia

Tutte le foglie hanno la lamina intera, sono coriacee e sono colorate di verde scuro. La forma è lanceolato-spatolata (o anche oblanceolata) con larghezza massima nella seconda metà (verso la zona apicale).
- Foglie basali: i fusti fioriferi hanno una rosetta semi-basale le cui foglie sono grandi il doppio di quelle cauline e sono a disposizione patente.
- Foglie cauline: lungo il fusto (tipicamente sono le foglie dell'annata) sono a disposizione alterna-spiralata e più o meno eretta. In genere sono poco ravvicinate.

Dimensione delle foglie : larghezza 13 – 15 mm; lunghezza 60 – 80 mm.

### Infiorescenza

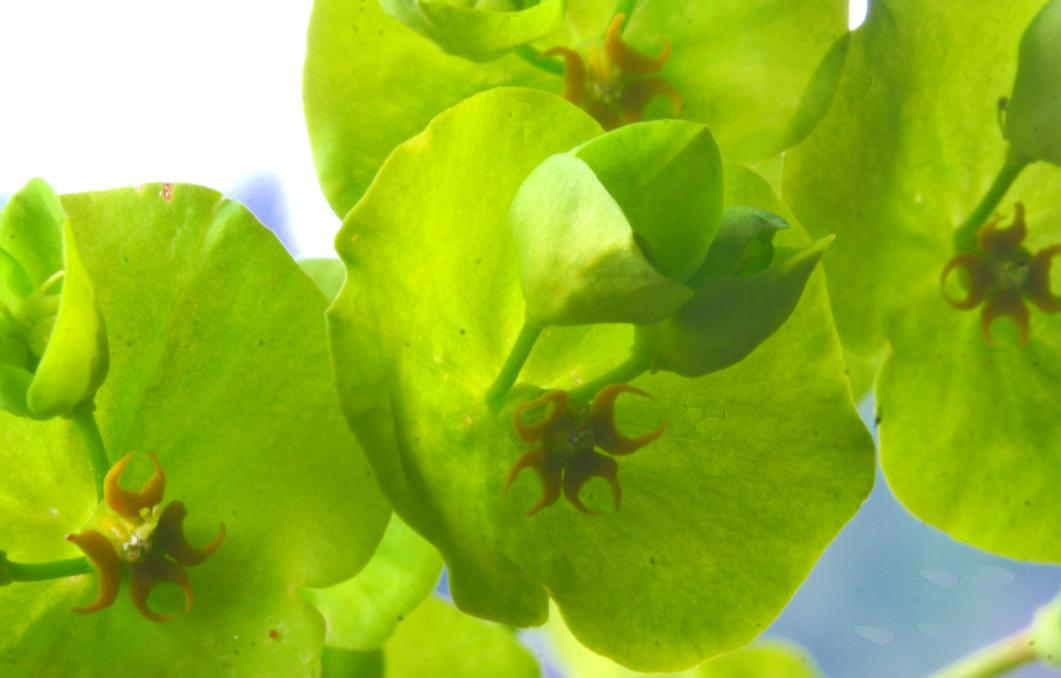
L'infiorescenza
Località : Melere, Trichiana (BL), 843 m s.l.m.- 03/05/2008

L'infiorescenza delle “euforbie” e quindi di questa pianta è diversa da quella delle altre Angiosperme e si chiama ciazio (= coppa da spumante), chiamata anche “pseudanzio”. Consiste in cinque brattee glabre saldate tra di loro e di colore verde più chiaro rispetto alle foglie sottostanti. La loro funzione è quella di protezione dei fiori interni : per questo motivo una tale struttura viene spesso chiamato involucro similmente all'involucro delle Asteraceae.  Queste brattee è quello che rimane del perianzio dei fiori maschili. In quattro insenature, tra le dentellature delle cinque brattee, emergono in evidenza dei corpi ghiandolari (generalmente quattro – il quinto a volte è mancante) a forma di semiluna, colorati di giallo e contenenti delle sostanze nettarifere per gli insetti pronubi. Le corna delle mezzelune sono allungate e quasi sempre convergenti. 

All'interno della coppa trovano posto dei fiori maschili e femminili. In realtà i fiori maschili sono diversi (fino a 5 e più) ma ridotti al solo stame. Mentre la parte femminile è rappresentata da un unico fiore centrale con una forma simile ad una calice pedicellato; anche questo fiore è ridotto, cioè privo degli altri verticilli fiorali (calice, corolla e androceo) rimanendo solo il gineceo.

I ciazi sono disposti in ombrelle terminali a 5 – 10 raggi ognuno dei quali con ulteriori divisioni dicotome (ossia con due ciazi terminali – infiorescenza “dicasiale”); queste ultime possono ripetersi fino a 4 volte. Nella biforcazione dei raggi sono presenti due larghe brattee  (a forma ovata) in parte saldate. Mentre alla base dell'ombrella (quindi all'inizio dell'infiorescenza) è presente un verticillo di foglie (spesso in numero uguale ai raggi). Questa unione di fiori unisessuati può facilmente essere scambiata per un singolo fiore ermafrodita; in effetti questa disposizione in rapporto agli insetti impollinatori differisce molto poco dai normali fiori ermafroditi della altre Angiosperme.
Dimensione delle brattee alla base dei raggi : larghezza 16 – 18 mm; lunghezza 20 – 22 mm. Le superiori che sono saldate ad imbuto hanno un diametro di 20 mm. Dimensione del ciazio : 8 – 20 mm.

### Fiore

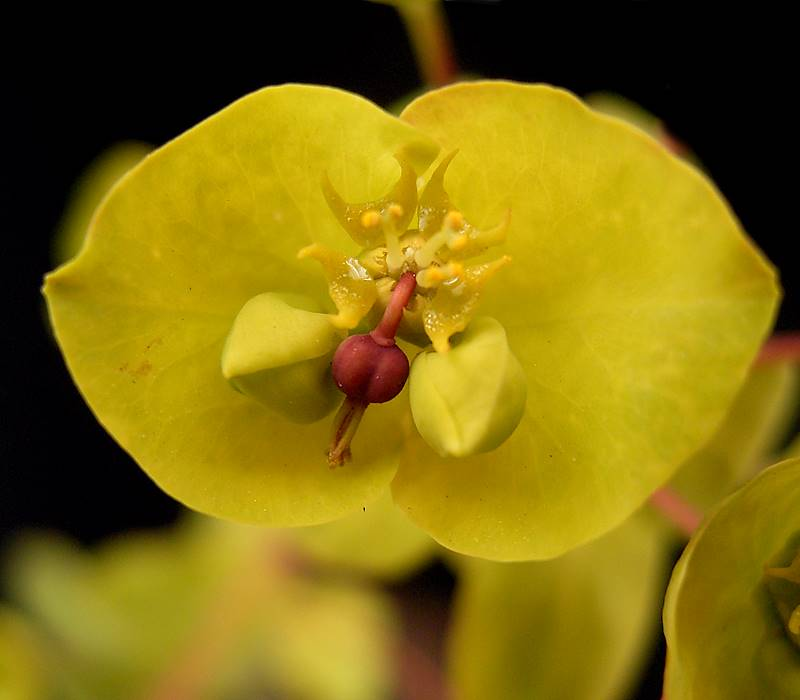
Il ciazio

I fiori sono unisessuali (solo parte maschile e parte femminile) e monoici, ridotti all'essenziale (sono presenti solo gli organi strettamente riproduttori – quindi il perianzio è assente).
- Formula fiorale:

A 1, G (3)  (supero)
- Androceo (o fiore maschile): gli stami sono brevemente pedicellati; la parte superiore di questo pedicello è il filamento staminale: in effetti una strozzatura divide il pedicello dal filamento staminale. In realtà questa struttura (il solo stame) è quello che rimane di un intero fiore.
- Gineceo (o fiore femminile) : il fiore femminile è formato da un ovario globoso supero  (triloculare) a tre carpelli con ognuno uno stilo e stimma bifido (quindi per un totale di 6 semi-stimmi). Gli stili sono saldati nella parte basale.
- Fioritura : la fioritura è abbastanza continua da febbraio fino tutto giugno.
- Impollinazione: tramite insetti.

### Frutti
Il frutto è una capsula “tricocca” a tre logge monosperme (a un solo seme) e quindi contenente in totale tre semi. La forma dei semi è “caruncolata” (queste protuberanze emergenti derivano direttamente dall'ovulo nel quale sono delle escrescenze del tessuto della placenta utilizzate durante la fecondazione da parte del polline). La disseminazione avviene per esplosione della capsula. La superficie delle capsula è liscia e glabra, mentre i semi sono nerastri. L'endosperma è abbondante e i cotiledoni sono grandi.

## Distribuzione e habitat
Il tipo corologico (area di origine) è Europeo – Caucasico o anche Ovest Asiatico.
In Italia è una pianta diffusa ovunque esclusa la Sardegna. Al sud comunque è considerata rara. Sui rilievi europei è comune ovunque (escluse le Alpi Dinariche) come anche nelle pianure. In Asia è presente soprattutto nella parte occidentale.
L'habitat tipico sono i boschi di latifoglie, in particolare le zone a faggete; ma anche pioppeti, ontaneti, frassineti, carpineti, querceti  e betuleti. Il substrato preferito è calcareo con valori basici di pH e terreno con valori medi sia nutrizionali che di umidità.
Sui rilievi queste piante si possono trovare fino a 1800 m s.l.m.; frequentano quindi i seguenti piani vegetazionali : collinare, montano e in parte subalpino.

## Fitosociologia
Dal punto di vista fitosociologico la specie di questa scheda appartiene alla seguente comunità vegetale:
Formazione : delle comunità forestali
Classe : Carpino-Fagetea

## Tassonomia
La famiglia di appartenenza dell'“Euforbia delle Faggete” (Euphorbiaceae) è un gruppo vegetale abbastanza numerosa, organizzato in 303 generi per un totale di circa 6700 specie.
 Il genere di appartenenza (Euphorbia) è molto numeroso e comprende circa 2100 specie, diffuse soprattutto nelle regioni tropicali e subtropicali dell'Africa e dell'America, ma anche nelle zone temperate di tutto il mondo. Una ottantina di queste specie sono proprie della flora italiana.
 
Il genere delle "Euphorbie" è anch'esso molto numeroso per cui viene suddiviso in diversi sottogeneri. La pianta di questa scheda appartiene al sottogenere Anisophyllum, caratterizzato dall'avere le appendici dell'involucro a coppa di tipo petaloideo ossia colorate come i petali e capaci di secernere del nettare.

### Variabilità
Sono note le seguenti sottospecie:
- Euphorbia amygdaloides subsp. amygdaloides: è la sottospecie più comune; la forma biologica è soprattutto erbacea con rami a inserzione basale (anche questi erbacei); le foglie sono più o meno sempreverdi (dipende dalla latitudine e dalla quota). È diffusa soprattutto al nord e al centro.
- Euphorbia amygdaloides subsp. arbuscula Meusel (1969): il fusto è lignificato con ramificazioni (anche questi lignificati) poste solo sotto l'infiorescenza; le foglie sono coriacee e sempreverdi. Si trova solo in Sicilia e Calabria.
- Euphorbia amygdaloides subsp. robbiae (Turrill) Stace (1989): sottospecie endemica della Turchia.

### Ibridi
Nell'elenco che segue sono indicati alcuni ibridi interspecifici :
- Euphorbia × cornubiensis A.R. Smith (1985) – Ibrido fra : E. amygdaloides subsp. amygdaloides e E. veneta
- Euphorbia × martinii Rouy (1900) – Ibrido fra : E. amygdaloides subsp. amygdaloides e E. characias
- Euphorbia × souliei Sennen (1917) – Ibrido fra : E. amygdaloides subsp. amygdaloides e E. segetalis

### Sinonimi
La specie di questa scheda ha avuto nel tempo diverse nomenclature. L'elenco che segue indica alcuni tra i sinonimi più frequenti:
- Esula amygdaloides (L.) Haw. (1812)
- Euphorbia chaixiana Timb.-Lagr. (1856)
- Euphorbia ligulata Chaub. (1830)
- Euphorbia nemoralis Salisb. (1796)
- Euphorbia orjenii Beck (1920)
- Euphorbia semiperfoliata Viv. (sinonimo della subsp. semiperfoliata)
- Euphorbia silvatica sensu (1894)
- Euphorbia sventenii Marcet (1945)
- Tithymalus amygdaloides (L.) HilL. (1768)
- Tithymalus sylvatica Bubani (1897)

### Specie simili
- Euphorbia dulcis L. - Euforbia bitorzoluta : non è legnosa e si riconosce subito per le brattee ad apice appuntito e colorate di verde scuro.
- Euphorbia helioscopia L. - Euforbia calenzuola : non è legnosa e i ciazi sono riuniti in strutture più decisamente ombrelliforme.
- Euphorbia triflora Scott., N. & K. subsp. kerneri (Huter) Poldini – Euforbia della Carnia : le brattee sono reniformi, mentre i cornetti del ciazio sono bruni e trifidi. L'areale comunque è molto limitato all'estremo est delle Alpi.

## Usi
Tutta la pianta contiene un lattice biancastro tossico e irritante anche al semplice contatto con la pelle. Anticamente veniva usata nella medicina popolare.

## Galleria d'immagini

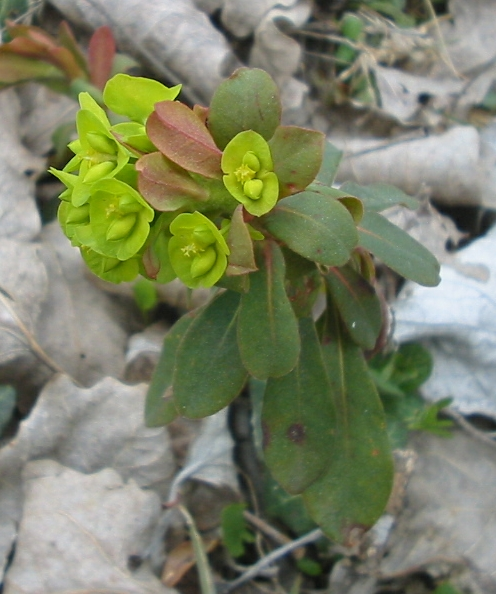
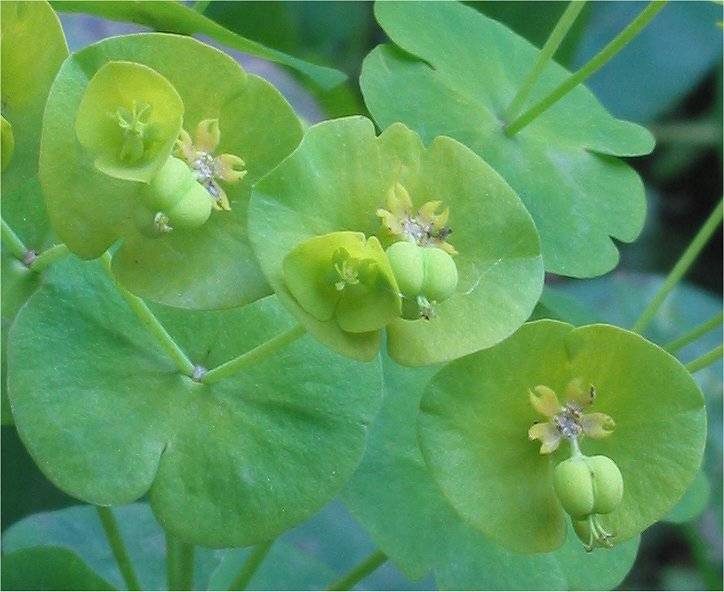
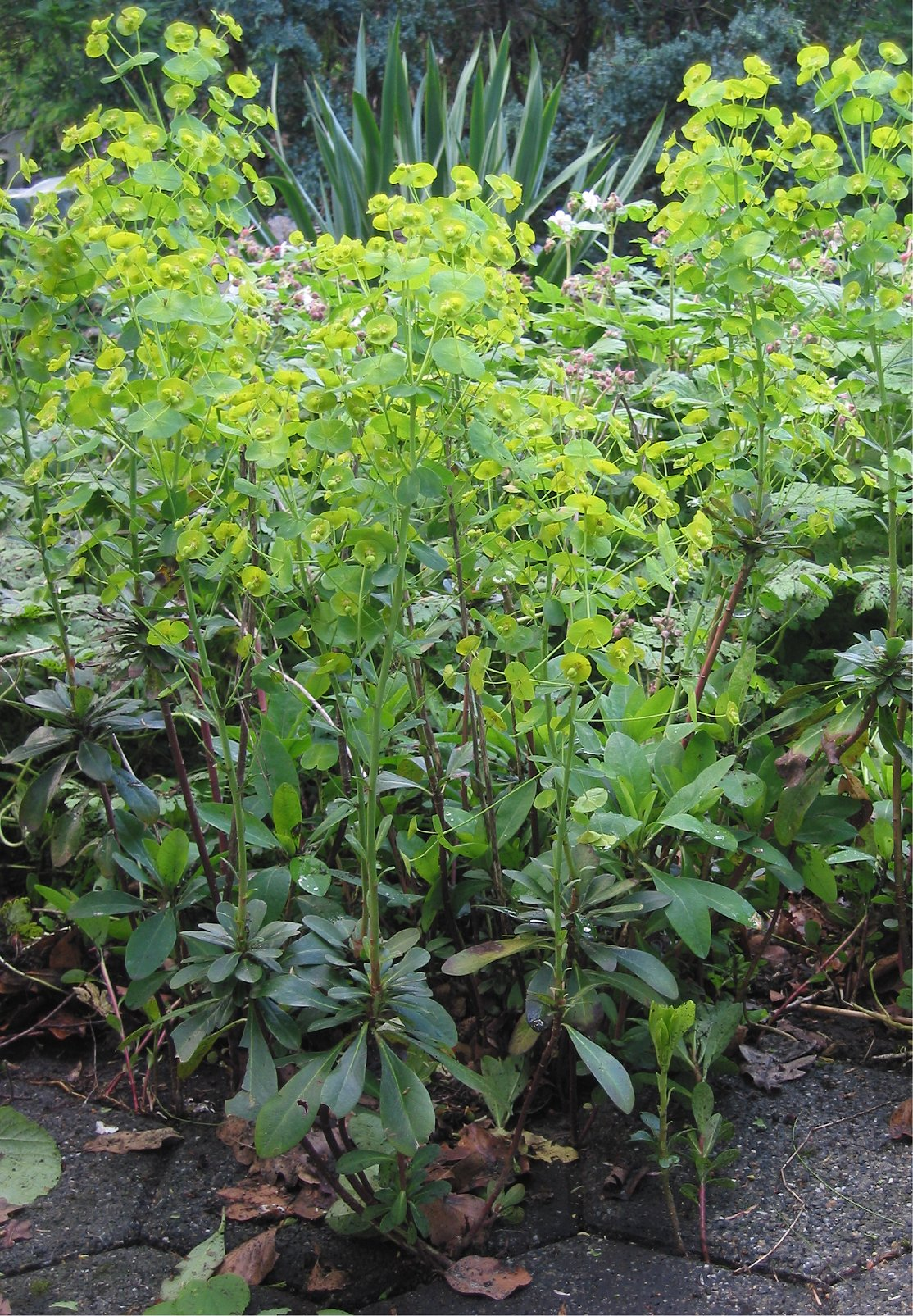
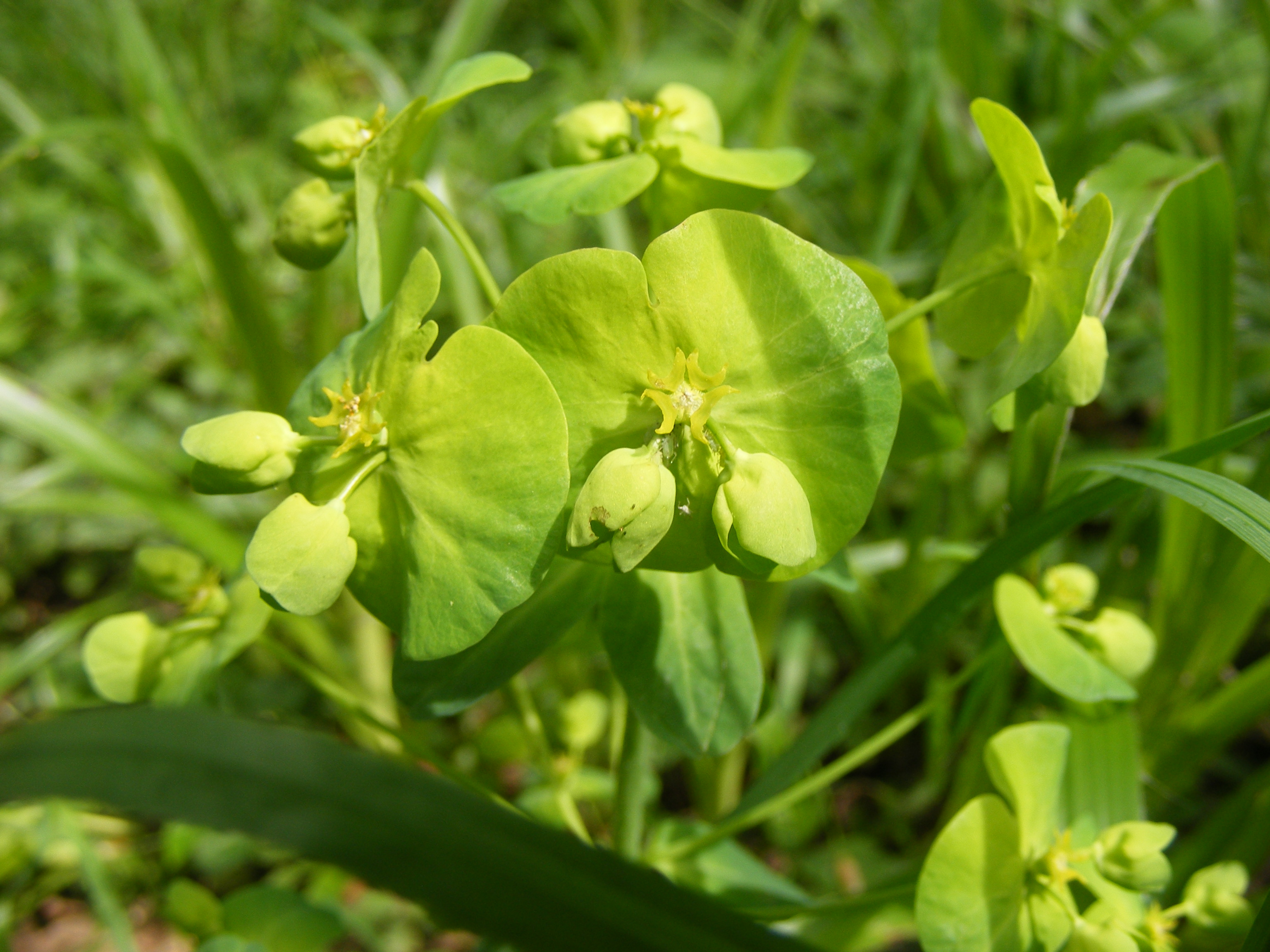
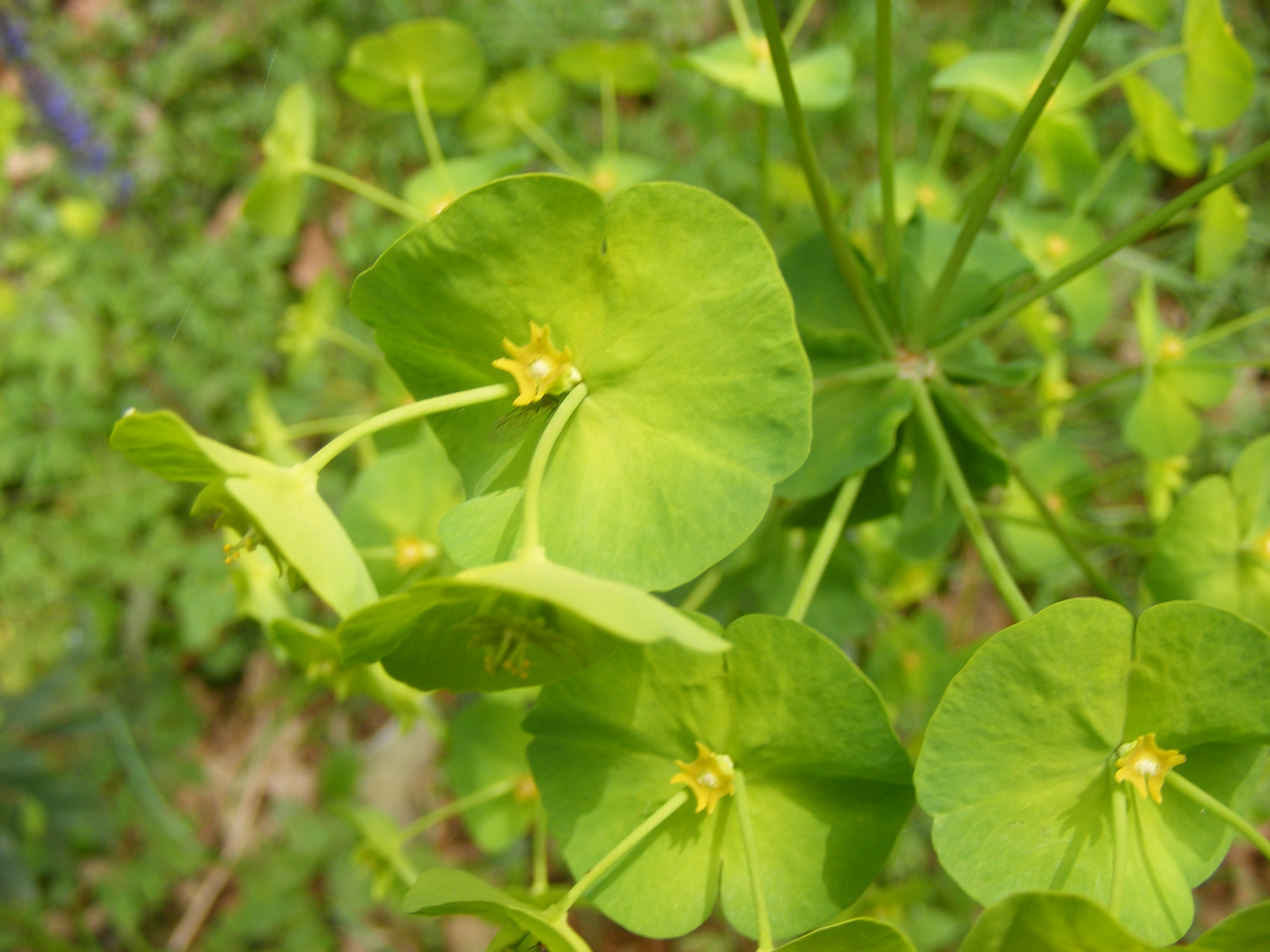
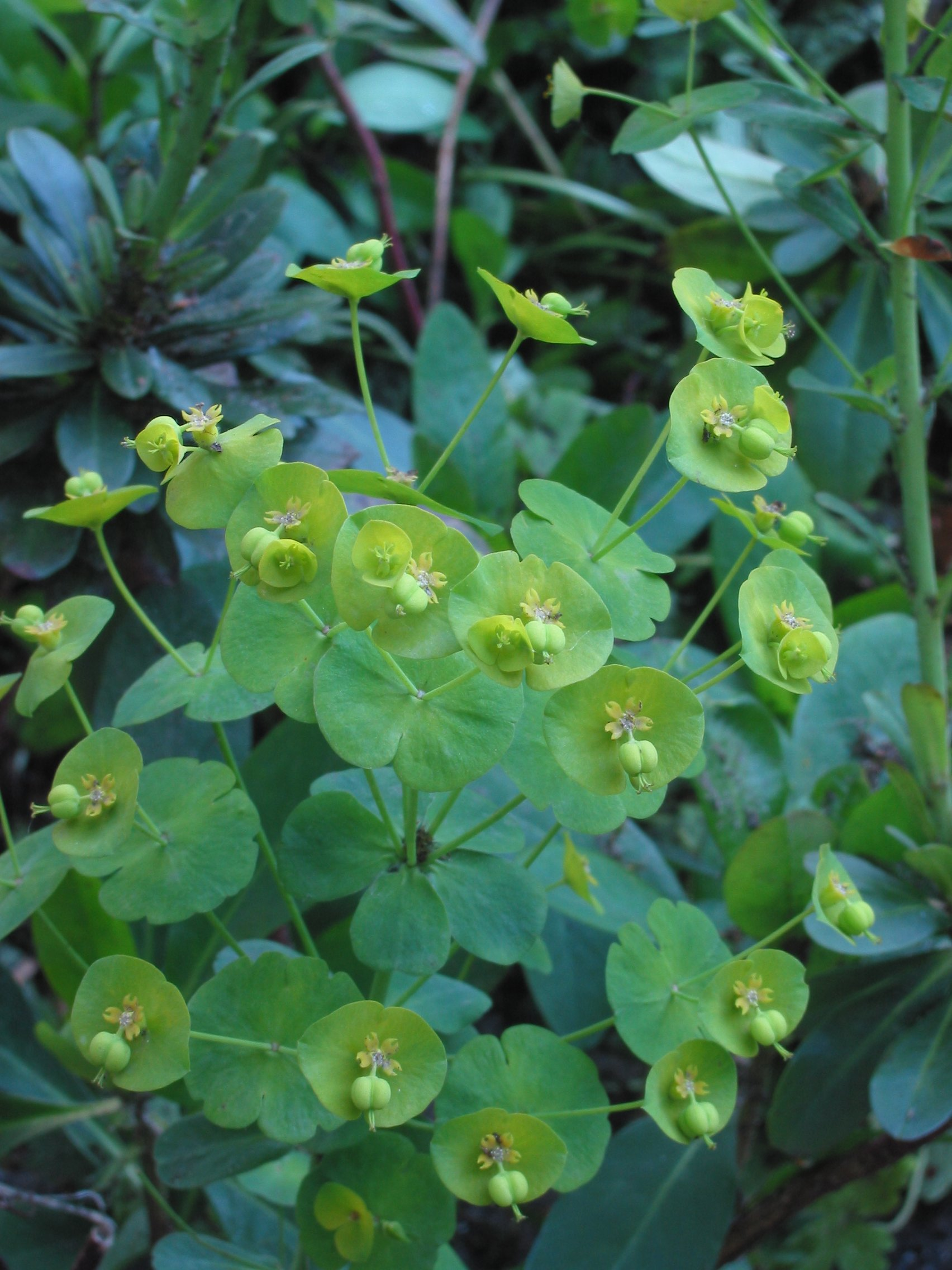
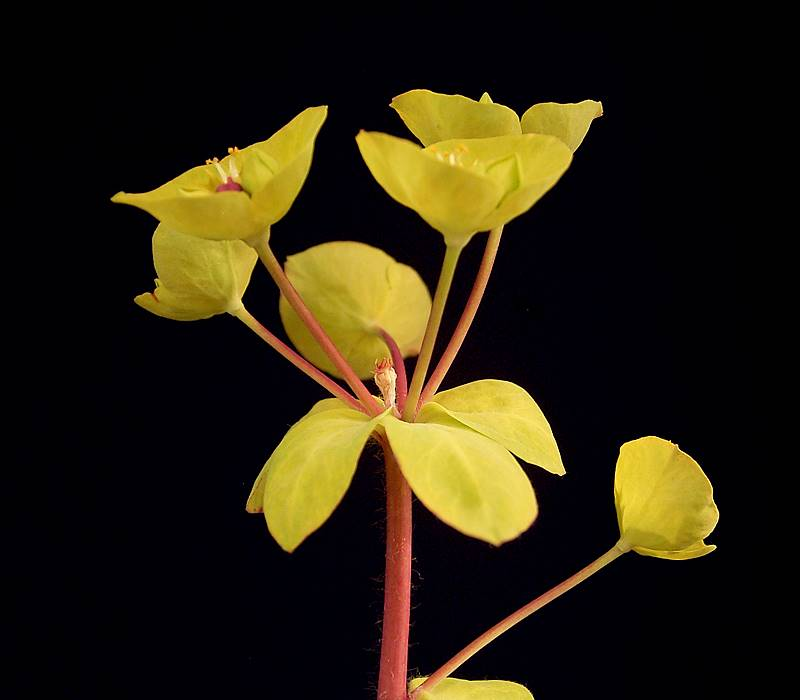